# Valea Mare Pravăț, Argeș
Valea Mare Pravăț este satul de reședință al comunei cu același nume din județul Argeș, Muntenia, România.